# Біла (притока Пенжини)
Біла, Бєлая (Пальматкина) — річка на півострові Камчатка в Росії, ліва притока річки Пенжина.
Довжина річки — близько 304 км. Площа її водозбірного басейну — 13 800 км². Бере початок з Коряцького нагір'я, тече по Парапольському долу вздовж Пенжинського хребта, який перетинає поблизу гирла. 